# Aubepierre-sur-Aube
Aubepierre-sur-Aube – miejscowość i gmina we Francji, w regionie Grand Est, w departamencie Górna Marna.
Według danych na rok 1990 gminę zamieszkiwało 195 osób, a gęstość zaludnienia wynosiła 5 osób/km².

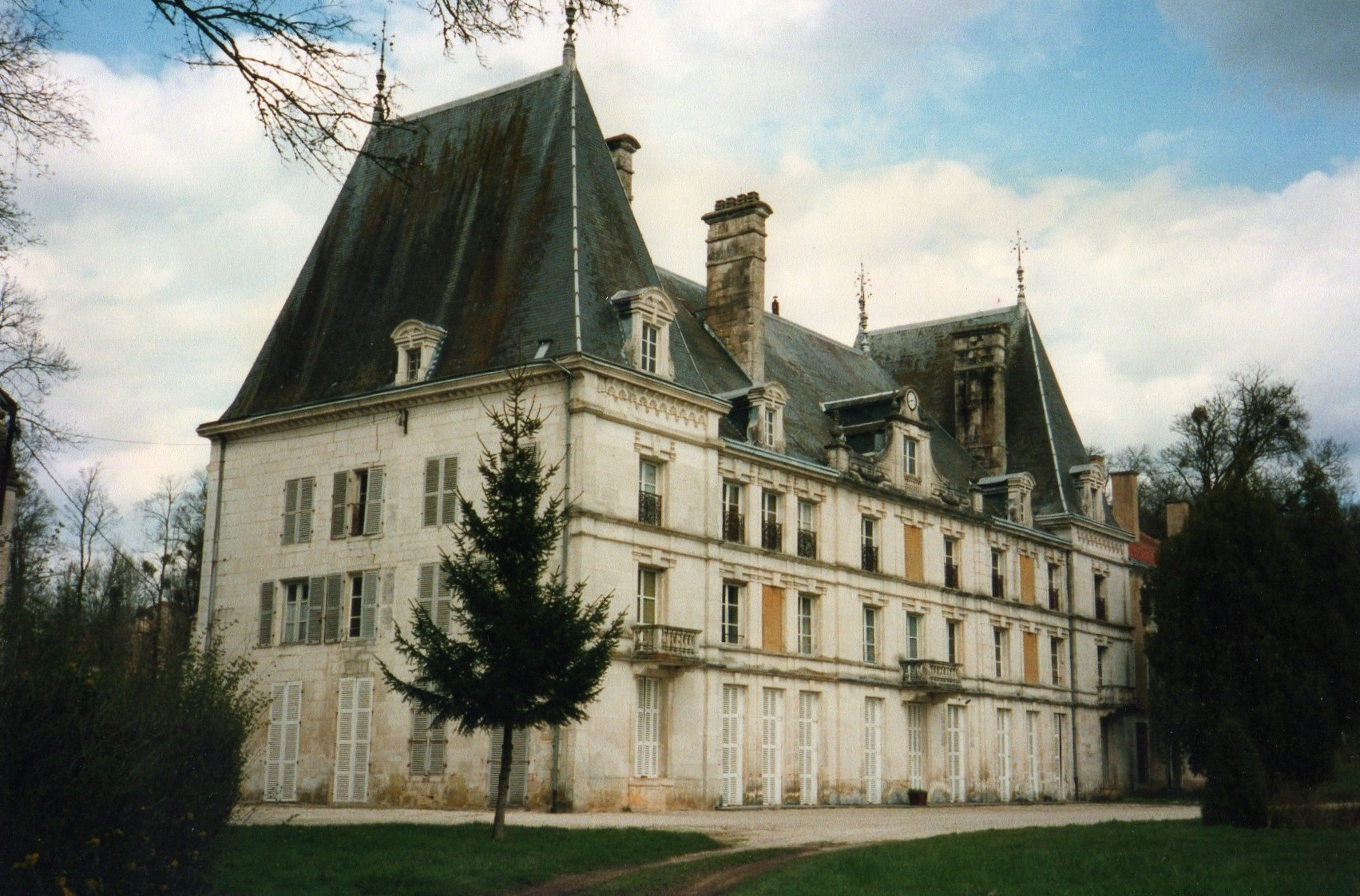
Zamek Longuay w Aubepierre-sur-Aube, 2011